# John Hickton
John Hickton (né le 24 septembre 1944 à Chesterfield dans le Derbyshire), est un joueur de football anglais qui évoluait au poste d'attaquant.

## Palmarès
| Sheffield Wednesday - Coupe d'Angleterre : - Finaliste : 1965-66. |  | Middlesbrough - Championnat d'Angleterre D2 (1) : - Champion : 1973-74. - Meilleur buteur : 1967-68 (24 buts), 1969-70 (24 buts) et 1970-71 (25 buts). - Championnat d'Angleterre D3 : - Vice-champion : 1966-67. |